# Bedřich Geminder

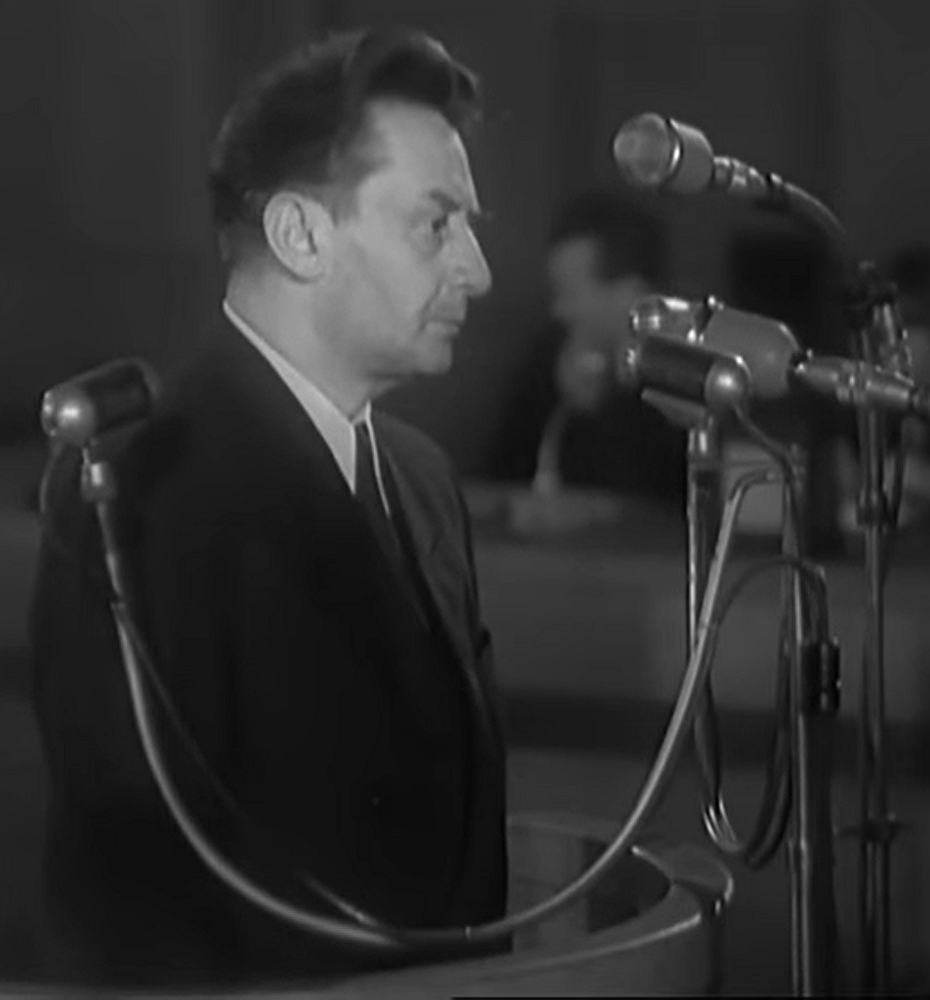
Bedřích Geminder během procesu s Rudolfem Slánským (20. - 27. listopadu 1952)

Bedřich Geminder (19. listopadu 1901 Vítkovice – 3. prosince 1952 Praha) byl československý komunistický funkcionář židovského původu. V procesu se Slánským byl odsouzen k trestu smrti a popraven.

## Život

### Mládí
Jeho rodiči byli obchodník ze Slezské Ostravy Mořic Geminder a Viktorie rozená Lindenbergerová. Rodina patřila mezi německojazyčné židy, Bedřich proto chodil do německých škol. Po čtyřech letech obecné školy pokračoval ve studiu na reálce a střední odborné škole v Podmoklech. Během studií na reálce byl členem sionistického mládežnického turistického spolku Jüdischer Wanderbund „Blau - Weiss“. Později se od sionismu odvrátil, začal sympatizovat s komunistickými myšlenkami a v letech 1919–1921 byl členem komunistické mládežnické organizace Komsomol. Dále studoval na exportní akademii v Berlíně, ale již v listopadu 1920 byl z Německa kvůli komunistické činnosti vyhoštěn. Poté působil nějakou dobu v Rakousku a Maďarsku, ale i zde se stal nežádoucí osobou.
I když se Geminder narodil ve Vítkovicích, na základě domovského práva po otci příslušel do polské obce Szczawnica v okrese Nowy Targ. V roce 1924 požádal o československé občanství, ale jeho žádost byla zamítnuta.

### Počátky kariéry v KSČ
V roce 1921 se stal členem KSČ a také získal funkci v exekutivě Komunistické internacionály mládeže. Ve straně byl postupně krajským tajemníkem v několika městech a přispíval do německy psaného komunistického tisku. Podílel se na agitaci mezi vojáky čs. armády. Jeho politická činnost byla sledována policií a v letech 1930 a 1931 byl kvůli ní vyhoštěn. Geminder ale dál žil v Československu ilegálně.

### Působení v Moskvě
V polovině 30. let se přesunul do Moskvy. Vykonával různé funkce v aparátu Kominterny, působil jako novinář, propagandista a výrobce dezinformací. Byl sekretářem generálního tajemníka Dimitrova, později se stal vedoucím tiskového oddělení. Po zrušení Kominterny v roce 1943 pracoval Geminder v oddělení mezinárodních informací ÚV VKS(b), poté v oddělení zahraniční politiky. Až do roku 1946 působil ve funkci ředitele Ústavu č. 205 pro zahraniční rozhlasové vysílání. Za svou činnost v Moskvě v době války získal Leninův řád a medaile Za vítězství nad Německem a Za vzornou práci v době Velké vlastenecké války.

### Vrchol kariéry v letech 1946–1951
Do osvobozeného Československa se vrátil v srpnu 1946. Získal československé občanství a stal se vedoucím mezinárodního oddělení ústředního sekretariátu KSČ. Do jeho působnosti spadaly veškeré styky KSČ se zahraničními komunistickými stranami a také komunističtí emigranti, žijící v Československu. Významné místo mezi nimi zaujímala skupina jugoslávských občanů, kteří se usadili v Praze po roztržce mezi Stalinem a Titem.
V září 1951 byl z funkce vedoucího mezinárodního oddělení odvolán a nastoupil jako vedoucí zahraničního vysílání Československého rozhlasu. Již krátce poté, 24. listopadu 1951, byl zatčen.

### Proces se Slánským
V procesu se Slánským byl obviněn z vlastizrady a vyzvědačství, 27. listopadu 1952 odsouzen k trestu smrti a 3. prosince 1952 oběšen na Pankráci.

## Vyznamenání
- Leninův řád
- Medaile za vítězství nad Německem ve Velké vlastenecké válce 1941–1945
- Řád 25. února  1. třídy